# Societat d'Observadors Meteorològics de les Illes Balears
La Societat d'Observadors Meteorològics de les Illes Balears (SOMIB) és una associació meteorològica sense ànim de lucre que va ser inscrita al registre d'associacions a finals de l'any 2009, tot i que no va ser fins a l'any 2010 que va començar a organitzar-se i a treballar en els seus objectius. L'any 2011 és el primer any amb socis i quan s'aprova en assemblea general la primera Junta Directiva realment funcional, la qual es va encarregar d'iniciar els primers projectes i tasques, començant els contactes amb diferents institucions de les Illes relacionades amb la meteorologia. Al llarg del 2012 la SOMIB va convertint-se a poc a poc en un referent per a molts afeccionats i es va donant a conèixer a poc a poc dins la societat balear.
La SOMIB s'encarrega d'assessorar a tot aquell que ho desitgi en la instal·lació d'estacions meteorològiques, amb la finalitat de vetllar per tal que la recollida de dades sigui el més fiable i representativa possible. D'altra banda, la SOMIB també es dedica a instal·lar estacions automàtiques pròpies en llocs clau (com la situada en el cim del Castell d'Alaró (Serra de Tramuntana a 825 m) i ofereix aquestes dades lliurement a través d'Internet. Paral·lelament, la SOMIB organitza reunions, cursos i trobades amb la finalitat d'apropar la meteorologia a la societat i fomentar i millorar el coneixement meteorològic i l'intercanvi d'experiències entre els afeccionats. La SOMIB pretén també ser el portaveu dels seus socis i dels afeccionats a la meteorologia davant diferents organitzacions com són AEMET, la Universitat de les Illes Balears (UIB), el Col·legi Oficial de Geògrafs, etc. entitats amb les quals han establert algunes vies de col·laboració.